# Saeko Chiba
Pour les articles homonymes, voir Chiba (homonymie).
Saeko Chiba (千葉 紗子, Chiba Saeko) est une seiyū (doubleuse japonaise) née le 26 août 1977 à Hachinohe dans la préfecture d'Aomori et élevée à Tokyo.

## Rôles notables
- Dokuro-chan dans Bokusatsu tenshi Dokuro-chan
- Azmaria Hendric dans Chrno crusade
- Nagisa Chiba dans Code Geass
- Nina Einstein dans Code Geass
- Lapis dans Hamtaro
- Kyoko Milchan dans Heat guy J
- Akiho Sudou dans Iriya no Sora, UFO no Natsu
- Natsuki Kuga dans Mai-HiME
- Natsuki Kruger dans Mai-otome
- Natsuki Kruger dans l'OAV Mai-Otome Zwei
- Chika Itoh dans Les Petites fraises
- Toujou Rubi dans Rosario + Vampire
- Toujou Rubi dans Rosario + Vampire capu2
- Nadeshiko/Nagihiko Fujisaki dans Shugo Chara!
- Mio Sakamoto dans Strike Witches
- Birdy Cephon Altera dans Tetsuwan Birdy DECODE
- Panavia Tornado dans l'OAV Tristia of the deep blue sea
- Tsubasa Ohtori dans W~wish
- Yuki Aihara dans l'OAV .hack//liminality